# La Fille du tambour-major

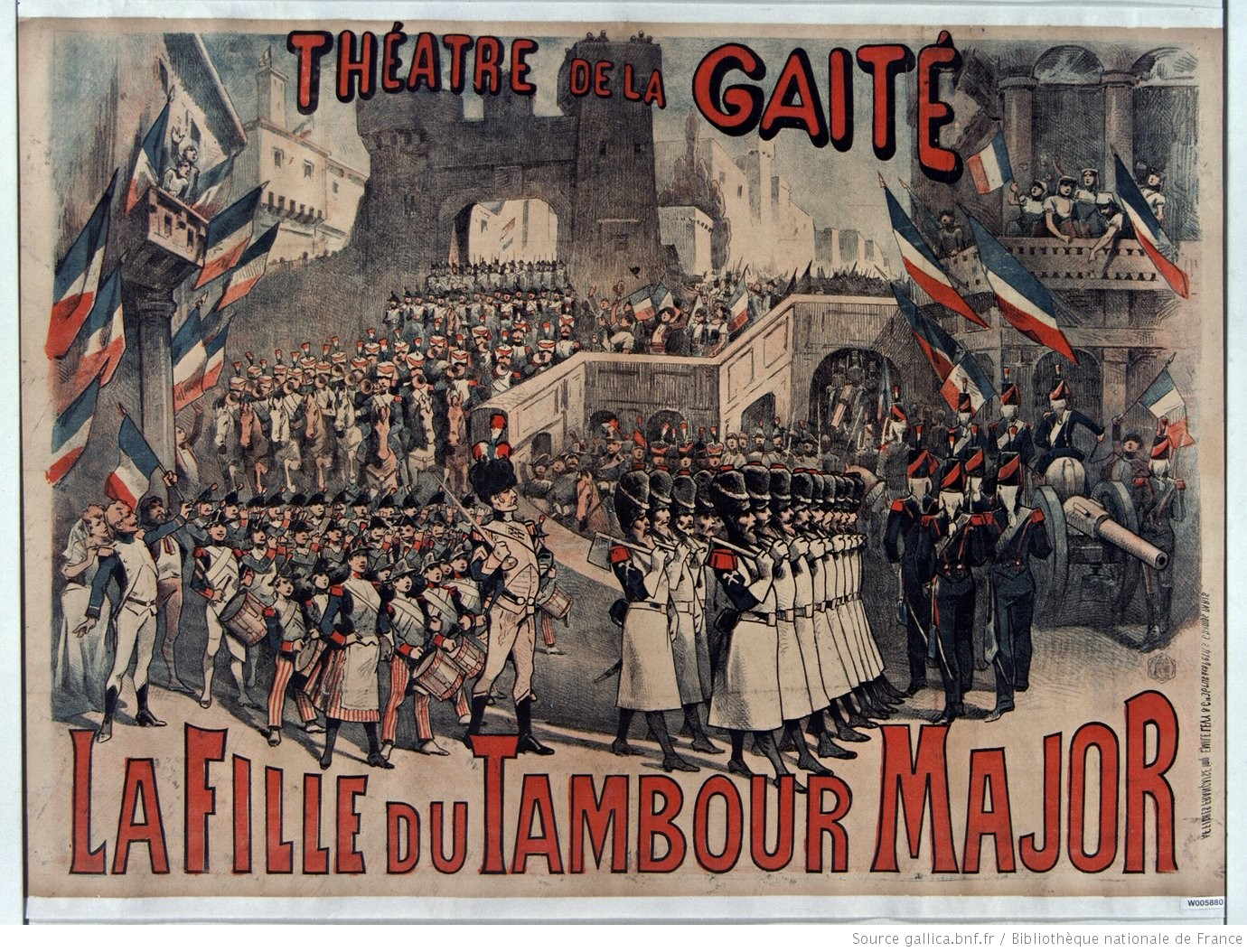

La Fille du tambour-major és una opereta en tres actes de Jacques Offenbach, amb llibret d'Alfred Duru i Henri Charles Chivot. S'estrenà al Folies-Dramatiques de París el 13 de desembre de 1879.